# Nälkämäjärvi
Nälkämäjärvi är en sjö i Finland. Den ligger i kommunen Salla i landskapet Lappland, i den norra delen av landet, 700 km norr om huvudstaden Helsingfors. Nälkämäjärvi ligger 173,9 meter över havet. Arean är 1,16 kvadratkilometer och strandlinjen är 5,92 kilometer lång. Sjön  ingår i Kemi älvs huvudavrinningsområde. 